# Spiro Spathis
Spiro Spathis ist eine ägyptische kohlensäurehaltige Erfrischungsgetränkemarke, die von einem griechischen Einwanderer als Namensgeber im Jahre 1920 gegründet wurde. Zu Zeiten von König Faruk I. wurde dem Getränk der Königsorden verliehen. Das Logo zeigt eine Biene und deutet auf den Beruf des Imkers von seinem Gründer hin. 2023 hat Spiro Spathis sein Logo erneuert und es hat nun ein S auf dem Rücken der Biene.
Spiro Spathis wurde 1885 in Kefalonia geboren. Mit fünfzehn Jahren kam er nach Ägypten, wo er auch zur Schule ging. Später arbeiteten er und sein Bruder in einer Fabrik bei seinem Onkel, der die Spats Limonade, die erste Limonade Ägyptens produzierte. 1920 wurde dann Spiro Spathis als eigenes Unternehmen gegründet. Das Unternehmen hatte 150 Arbeiter und zwanzig Lieferwagen, mit welchen sie die Getränke von Alexandria bis Aswan auslieferten. 1941 erhielt Spiro Spathis den Königsorden vom ägyptischen König Faruq I und es wurde zum Getränk des Königspalastes. 1950 starb Spiro Spathis und das Unternehmen wurde von seiner Tochter weitergeführt. In den 1970er Jahren verlor es an Beliebtheit nachdem der Ägyptische Präsident Anwar as-Sadat den Import ausländischer Güter erleichterte. 1998 wurde das Unternehmen von MYMCO (auch bekannt als SAPSA) übernommen. Die Produktionslinien waren alt, und die neuen Besitzer brauchten fast 20 Jahre, um sie zu erneuern. Im Jahre 2019 wagten sie den Relaunch der Marke.  Ab Oktober 2023 gewann Spiro Spathis wieder an Popularität und konnte seither seinen Absatz um bis zu 500 % steigern.